# Нисуаз (салат)
Сала́т нисуа́з (фр. salade niçoise) или салат с анчоусами — знаменитый кулинарный рецепт французского города Ниццы из свежих овощей, варёных яиц, анчоусов и оливкового масла. В качестве заправки в салат также добавляют лимонный сок или винный уксус. Существует версия, что в его создании принимал участие известный хореограф Джордж Баланчин. Салат используется как начинка для популярного в Ницце сэндвича пан банья.

## Ингредиенты
Классический рецепт включает в себя следующие ингредиенты:
- варёное яйцо
- зелёная фасоль
- помидоры
- огурец
- артишоки (в сезон)
- зелёный лук
- красный сладкий перец
- чёрные оливки
- каперсы
- филе анчоусов или свежего тунца
- зелёный базилик

Заправка
- чеснок
- крупная морская соль
- анчоус
- зелёный базилик
- оливковое масло
- красный винный уксус
- чёрный перец

## Вариации
Вопреки тому, что практикуется в некоторых ресторанах, в салат нисуаз, по мнению бывшего мэра Ниццы и автора поваренной книги Жака Медесена, никогда не кладут ни рис, ни картофель, ни стручки зелёной фасоли, ни отварные овощи.
- Найджелла Лоусон опубликовала быстрый рецепт, который заменяет гренки на картофель[4].
- Кэт Кора опубликовала вариацию, которая представляет салат в виде обертки из салата-латука[5].
- У Эмерила Лагасси[англ.] есть рецепт, который использует сливочную заправку из пармезана на основе майонеза и включает в себя жареное филе желтопёрого тунца вместе с оливками пиколини в дополнение к традиционным чёрным оливкам[6].
- У Гая Фиери[англ.] есть рецепт с кус-кусом и грибами[7].
- У Сандры Ли[англ.] есть версия, в которую входят стейки из тунца, фаршированные оливковой тапенадой[8].
- У Марка Биттмана есть вариация с применением полбяной пшеницы[9].